# 河西乾二
河西 乾二（かさい けんじ 1923年3月26日 - 1995年6月8日）は、日本の実業家。元三井物産副社長、三井石油会長。

## 来歴・人物
東京府出身。旧制府立一中（現・東京都立日比谷高等学校）を経て、1948年に早稲田大学政治経済学部を卒業。第一物産（財閥解体により三井物産から改称）入社。
豪州三井物産副社長、ガス炭素部長、取締役などを経て、1980年から常務、1985年に江尻宏一郎社長就任と共に副社長に就任。1987年から三井液化ガス社長、1991年に同社の合併に伴い三井石油会長。のち相談役。1995年、大腸癌のため72歳で死去。